# Pseudoleskea zippelii
Pseudoleskea zippelii là một loài Rêu trong họ Leskeaceae. Loài này được (Dozy & Molk.) Bosch & Sande Lac. mô tả khoa học đầu tiên năm 1867.